# Roblox
Roblox — игровая онлайн-платформа и система создания игр, позволяющая любому пользователю создавать свои собственные и играть в созданные другими игры, охватывающие широкий спектр жанров. В некоторых источниках Roblox называют метавселенной. По состоянию на август 2020 года у Roblox более 164 млн активных пользователей в месяц; на октябрь 2021 года более 226 млн. Все они, в общей сумме, наиграли в нём более 107 млрд часов. Причём в Roblox играют более половины всех детей США в возрасте до 16 лет. Рост его популярности начался во второй половине 2010 года, а резко ускорился в связи с пандемией COVID-19. Сайт игровой платформы занимает второе место по популярности среди подростков, сразу после сайтов Google, включая YouTube. В начале 2024 года Roblox побил мировой рекорд по онлайну, набрав 9,7 млн активных пользователей, а уже летом 2025 года игровая платформа Roblox обошла рекорд онлайна, который до этого принадлежал Fortnite, благодаря игре Grow a Garden, в которую в пике играло более 16 млн человек, что является мировым рекордом для онлайн-тайтлов за всё время существования гейминга.

## Система платформы

### Roblox Studio
Roblox Studio — это собственный движок Roblox, разрабатываемый и поддерживаемый Roblox Corporation, позволяющий каждому пользователю создавать и опубликовывать игры любых жанров в неограниченном количестве, но исключительно на самой платформе. Игры в нем кодируются в системе объектно-ориентированного программирования, использующей язык программирования Luau (диалект Lua) для управления игровой средой. Пользователи могут создавать игровые продукты, представляющие собой приобретаемый контент через разовые покупки, а также микротранзакции через продукты разработчика. Разработчики на сайте обменивают Robux, заработанный на различных продуктах своих игр, на реальную валюту через систему Developer Exchange и Premium Exchange. Процент доходов от покупок делится между разработчиком и Roblox. С 1 ноября 2020 года Roblox Studio больше не поддерживается на Mac OS X 10.10.

### Игроки
Roblox позволяет игрокам покупать, продавать и создавать виртуальные предметы. Одежда может быть куплена любым игроком, но продавать её могут только пользователи, имеющие Premium подписку. Только администраторы Roblox могут продавать аксессуары, снаряжение и наборы под официальной учётной записью Roblox. C 2019 года делать аксессуары могут пользователи, которые были отобраны Roblox в качестве UGC-креаторов. Предметы с ограниченным статусом могут продаваться только по каталогу или продаваться в Builder Club (нынешний Premium).
Robux — это виртуальная валюта в Roblox, которая позволяет игрокам покупать различные предметы. Игроки могут получить Robux с помощью реальных покупок, другого игрока, покупающего его предметы, или ежемесячно зарабатывая Robux с подпиской. До 2016 года в Roblox существовала другая валюта — Tix (сокращение от англ. Tickets), которую можно было потратить на вещи в каталоге и на рекламу. Игроки зарабатывали Tix с помощью разных методов, например, ежедневно посещая сайт. Валюта была упразднена 14 апреля 2016 года, а все остатки на балансе были конфискованы.

### Игры
Благодаря своему статусу игровой платформы, Roblox имеет множество игр, созданных игроками. По состоянию на май 2020 года в каждой из самых популярных игр в Roblox было более 10 миллионов активных игроков в месяц. По состоянию на ноябрь 2021 года в Roblox есть 49 приключений, набравших более 1 миллиарда посещений, 26 953 приключений, набравших свыше 100 тысяч посещений и 107 737 приключений, которые набрали 10 тысяч посещений. Также Roblox упомянул, что на их платформе в день отправляют более 2,5 млрд сообщений и 17 миллионов игроков заводят себе друзей также ежедневно. Также в марте 2021 года американское интернет-издание TechCrunch отметило, что игры Roblox в значительной степени отличаются от традиционных бесплатных видеоигр. В феврале 2022 года Roblox поделился об успехах за весь 2021 год, где говорилось о том, что игроки провели в приключениях более 41 млрд часов. Успешные игры в Roblox ориентированы на немедленную вовлечённость в игру, а добавление руководств значительно снижает её у игроков, вопреки общепринятому мнению о бесплатных играх.

### События
Roblox иногда проводит реальные и виртуальные события. Одним из таких событий является Roblox Developer Conference (с англ. — «Конференция разработчиков Roblox»). Ежегодно проходит премия Bloxy Award, на которой выбирают лучших разработчиков и их игры. Также ранее проводилась виртуальная охота за яйцами (прекращено с 2021) и такие мероприятия, как BloxCon.
15 ноября 2020 года Roblox совместно с Lil Nas X провели глобальный концерт прямо в игре, протестировав новую функцию в движке.

## Разработка
Логотипы
Бета-версия Roblox была создана соучредителем Дэвидом Базуки в 2004 году. Базуки начал тестировать первые демонстрации в этом году.
В марте 2007 года Roblox стал совместимым с COPPA, с добавлением безопасного чата, что ограничило пользователей в возрасте до тринадцати лет общением путём выбора предварительно определённых сообщений из меню. В августе разработчики Roblox добавили Клуб Строителей, премиум-подписку и усовершенствовали сервера.
В декабре 2011 года Roblox провёл свою первую Hack Week, ежегодное мероприятие, на котором разработчики Roblox работают над инновационными нестандартными идеями для новых разработок, которые будут представлены компании.
11 декабря 2012 года Roblox выпустил версию игровой платформы для iOS.
1 октября 2013 года Roblox выпустил систему Developer Exchange, позволяющую разработчикам обменивать Robux, заработанный на своих играх, на реальную валюту.
31 мая 2015 года была добавлена функция, увеличивающая графическую точность рельефа и изменяющая физический движок с блочно-ориентированного стиля на более плавный и более реалистичный стиль. 20 ноября Roblox был запущен на Xbox One с первоначальным выбором из 15 игр, выбранных сотрудниками Roblox. Новые игры Roblox для этой консоли должны пройти процедуру утверждения и соответствовать стандартам Совета по рейтингу развлекательного программного обеспечения.
В апреле 2016 года был запущен Roblox VR для Oculus Rift. На момент выпуска более десяти миллионов игр были доступны в 3D. Примерно в то же время функция безопасного чата была удалена и заменена системой, основанной на белом списке с набором приемлемых слов для пользователей младше 13 лет и в чёрном списке для других пользователей. В июне этого же года компания выпустила версию, совместимую с Windows 10.
C 28 августа 2019 года Roblox больше не поддерживает Windows XP и Windows Vista.

## Продажа игрушек
В январе 2017 года Jazwares, производитель игрушек, объединился с Roblox Corporation для производства игрушечных минифигурок на основе пользовательского контента, созданного крупными разработчиками на платформе. Минифигурки имеют конечности и суставы, похожие на минифигурки Lego. Минифигурки также имеют конечности и аксессуары, которые являются взаимозаменяемыми. Все наборы содержат код, который можно использовать для получения эксклюзивных виртуальных предметов. Есть также наборы маленьких коробок, которые содержат случайные минифигурки и могут содержать редкую минифигурку.

## Отзывы
Во время конференции разработчиков Roblox 2017 года официальные лица заявили, что создатели игровой платформы коллективно заработали не менее 30 миллионов долларов в 2017 году. Один из разработчиков оплатил своё высшее образование в университете Дьюка, используя средства от выпуска игры. А уже летом 2020 года Roblox выплатил разработчикам более 250 миллионов долларов.
Jailbreak был одной из самых популярных игр на сайте, ежедневно собирая десятки тысяч игроков одновременно, она также была показана в событии Roblox «Первому игроку приготовиться», основанном на одноимённом фильме, хотя и была встречена с критикой за сложность задания и за неисправный квест с участием поезда. Победителем мероприятия стал пользователь r0cu.

### Награды
Roblox получал следующие награды:
- Inc. 5000 Список самых быстрорастущих частных компаний Америки (2016, 2017)[65][66]
- Премия Ассоциации экономического развития округа Сан-Матео (SAMCEDA) (2017)[67]
- Roblox назван инновационной компанией № 9 в мире, и также компанией № 1 в сфере игр (2020)[68]